# Вареш
Вареш (на босненски: Vareš) е град и община в Босна и Херцеговина в състава на Зенишко-добойски кантон от Федерация Босна и Херцеговина.

## География
Вареш се намира в планински регион на около 45 km от столицата Сараево. На територията на общината има залежи на желязна руда. Населението на града е 13 293 души.

## История
В региона около града се намират различни археологически находки, датиращи от различни епохи.
В центъра на града има стар каменно-сводест мост, останал от османския период на града. Този мост наподобява моста на град Мостар.